# 莱比锡县
莱比锡县（德語：Landkreis Leipzig）是德国萨克森自由州西部的一个县，首府为博尔纳，2008年由穆尔德河谷县和莱比锡地区县合并而成。总面积为1651.3平方千米，截至2020年总人口为258,139人。